# 列武哈 (列季奇夫區)
49°20′25″N 27°33′39″E / 49.34028°N 27.56083°E
雷武哈（烏克蘭語：Ревуха）是位於烏克蘭西部的村莊，由赫梅利尼茨基州裡赫梅利尼茨基區的萊蒂奇夫市鎮負責管轄。該村面積0.88平方公里，海拔高度278米，2001年人口110，人口密度每平方公里125.4人。